# Cent Mil Fills de Sant Lluís
Els Cent Mil Fills de Sant Lluís fou un exèrcit enviat per França l'any 1823 en representació de la Santa Aliança (Àustria, Prússia, Rússia i França), com a resposta a la petició d'ajuda que feu Ferran VII al Congrés de Verona perquè fos restaurat com a monarca absolut. L'exèrcit va travessar la frontera espanyola i va recórrer tot el país perseguint el govern liberal refugiat a Cadis. Això va significar el final del Trienni Liberal (instaurat pel tinent coronel Rafael del Riego, el qual morí penjat aquell mateix any), i va començar el darrer període del regnat de Ferran VII, l'anomenada la Dècada Ominosa.
A petició del rei Ferran VII, França va intervenir militarment a Espanya el 7 d'abril de 1823 per donar-li suport davant els liberals i restablir l'absolutisme, en virtut dels acords de la Santa Aliança. L'exèrcit francès, denominat amb el nom dels Cent Mil Fills de Sant Lluís, va ser encapçalat pel duc d'Angulema, fill del futur Carles X de França. L'objectiu fonamental de la intervenció francesa era expulsar del govern els liberals, que l'ocupaven des de tres anys abans.
L'exèrcit liderat pel duc d'Angulema (Lluís Antoni de França) entrà pels Pirineus i començà a combatre els liberals a Catalunya, que lluitaven sota les ordres de Francisco Espoz y Mina, però no hi va haver cap reacció popular de suport i van haver de retirar-se. Després d'una sèrie de ràpides victòries, ocupà Madrid sense resistència i es preparà per a l'ofensiva a Andalusia en persecució dels liberals, que s'havien refugiat a Cadis amb Ferran VII com a ostatge.
Cadis va ser assetjada i bombardejada. La resistència va ser molt forta i els francesos no van poder prendre la ciutat, encara que van destrossar les fortaleses que la protegien, com el fort del Trocadero. La situació dels assetjats era desesperada, ja que no arribaven reforços d'enlloc. Al final es va arribar a un pacte: es deixava sortir Ferran VII, que va prometre defensar la llibertat aconseguida pels espanyols amb la Constitució de 1812 i a canvi la plaça es rendia.
Acordat així amb els francesos, Ferran VII va sortir de la ciutat, però de manera immediata es va unir a l'invasor i el mateix 1 d'octubre va decretar l'abolició de totes les normes jurídiques que havien estat aprovades durant els tres anys anteriors, cosa que va posar punt final al Trienni Liberal.